# Julio Iglesias
Julio José Iglesias de la Cueva (Madrid, 23 de septiembre de 1943) es un cantante, compositor y empresario español. En 1983 fue reconocido por The World Records Guinness como el artista de lengua hispana con más  ventas en todo el mundo y la figura musical con más grabaciones en diferentes idiomas. Es reconocido también como el cantante europeo con más éxito comercial a nivel internacional hasta hoy día. Iglesias es el artista latino más vendido de todos los tiempos con más de 300 millones de copias vendidas.

## Biografía

### Orígenes e infancia
Julio Iglesias nació en la ciudad de Madrid, el 23 de septiembre de 1943 en el antiguo hospital de maternidad de la calle del Mesón de Paredes, en el seno de una familia acomodada. Es el hijo mayor del médico Julio Iglesias Puga (1915-2005) y María del Rosario de la Cueva y Perignat (1919-2002). Compartió su infancia con su hermano Carlos Luis. Por parte paterna, desciende de gallegos. Su padre nació en Orense. Sus abuelos paternos fueron Manuela Puga Noguerol (1888-1965) y el farmacéutico Ulpiano Iglesias Sarria (1876-1956). Su abuelo José María de la Cueva y Orejuela (1887-1955) fue un conocido periodista andaluz, y su abuela se llamaba Dolores de Perignat y Ruiz de Benavides, natural de Guayama (Puerto Rico) cuando la isla pertenecía a España, antes de la guerra hispano-estadounidense.

### Juventud y estudios
En su juventud fichó como portero por el Juvenil B del Real Madrid Club de Fútbol, uno de los equipos filiales en categorías inferiores del Real Madrid. Compartió vestuario con Manuel Velázquez Villaverde, Ramón Moreno Grosso, Pedro de Felipe, Luis Costa, Espejo y Hernández. Atleta destacado, Julio albergó esperanzas de jugar profesionalmente al fútbol y consiguió su sueño al incorporarse como portero en el primer equipo del Real Madrid. «Me siento como en casa dentro del mundo del fútbol y lo amo inmensamente», dijo Julio. Fue alternando el balompié con sus estudios de licenciatura en Derecho. Solo le quedaba una asignatura para acabar los estudios, cuando su carrera profesional como futbolista terminó con un dramático accidente, en 1962. Abandonó los estudios de derecho en la Universidad de Madrid para retomarlos, posteriormente, en la Universidad de Murcia durante los años 90, hasta que finalmente en el año 2001 finalizó sus estudios en la Universidad Complutense de Madrid.

### Accidente, recuperación y viaje a Inglaterra
A las 2 de la mañana del 22 de septiembre de 1962, Julio Iglesias, junto a un grupo de amigos, celebraba una noche de diversión. El coche en el que viajaban impactó en la vía Majadahonda de Madrid. Ninguno de ellos recuerda cómo llegaron luego al Hospital Eloy Gonzalo. Julio Iglesias, según el parte médico, no tenía ninguna esperanza de volver a caminar. Estuvo semiparalítico un año y medio y sus posibilidades de caminar dependían de una constante terapia y ejercicios. Julio renunció por completo al fútbol y a su trabajo en el Real Madrid. Eladio Madaleno, un joven enfermero que cuidó de él en el hospital, fue la persona que por primera vez le regaló una guitarra, como terapia para que ejercitara sus dedos y pasara el tiempo. Rasgueando la vieja guitarra comenzó a acompañar sus poemas con música y los poemas pasaron a ser canciones. Julio se recuperaba de su lesión a la vez que escribía poemas y escuchaba la radio. Desde esta tristeza y dolor y con la ayuda de una guitarra, descubrió esta nueva pasión que terminó envolviendo su vida e influenció la manera de escuchar música en todo el mundo.
Parte de su recuperación la realizó también, durante varios veranos, en la ciudad castellonense de Peñíscola donde su familia veraneaba. Un hecho poco mencionado en sus biografías es que tocaba por los locales del casco antiguo de Peñíscola, haciendo dúo con otros músicos locales. En esta misma población hay un hotel dedicado a él e inaugurado por su padre y que se llama como una de sus canciones, «Hey!»
Una vez recuperado, reanudó sus estudios y viajó a Londres para aprender inglés, primero en Ramsgate y luego en el Bell's Language School en Cambridge. Algunos fines de semana cantaba en un pub, el Air Port Pub, canciones que eran populares por entonces de Tom Jones, Engelbert Humperdinck y The Beatles. Y fue allí, en Cambridge, donde conoció a Gwendolyne Bollore y quien le inspiró una de sus canciones más famosas: «Gwendolyne».

### Festival de Benidorm y Eurovisión
Julio Iglesias decidió acudir a una discográfica y ofreció uno de sus temas con la intención de que lo interpretase algún cantante de la firma. El gerente, tras escuchar la grabación, realizada en un sencillo magnetófono por Julio con la sola ayuda de su guitarra, le preguntó: «¿Y por qué no la cantas tú?». A lo que Julio respondió: «Porque yo no soy cantante». Al final le convencieron y se presentó al entonces famoso Festival Internacional de la Canción de Benidorm. El 17 de julio de 1968 se proclamó vencedor de este certamen con su canción «La vida sigue igual», que compuso durante la convalecencia. Este primer éxito le hizo firmar un contrato con Discos Columbia, la sección latina de Columbia Records. Entonces grabó su primer sencillo, con su primera canción célebre, que fue ganadora de premios y rápidamente pasó a ocupar el número uno en las listas españolas.
En febrero de 1969 participó en el Festival Internacional Ciervo de Oro de la ciudad rumana de Brașov. Durante este año, también grabó su primer disco «Yo canto», en los estudios DECCA en Londres e hizo su primera gira en España. Participó en el X Festival Internacional de la Canción de Viña del Mar, en Chile. También actuó en el Festival de la Canción de San Remo y protagonizó su primera película, un filme autobiográfico que llevaba por título el nombre de su primer éxito musical, La vida sigue igual.
Con su canción «Gwendolyne» en 1970, Julio Iglesias ganó el Festival de la Canción de Barcelona en el Palacio de las Naciones en Montjuic y el derecho a representar a Televisión Española en el Festival de la canción de Eurovisión, que ese año se celebraba en Ámsterdam; logró la cuarta plaza con «Gwendolyne».

### Primeros éxitos

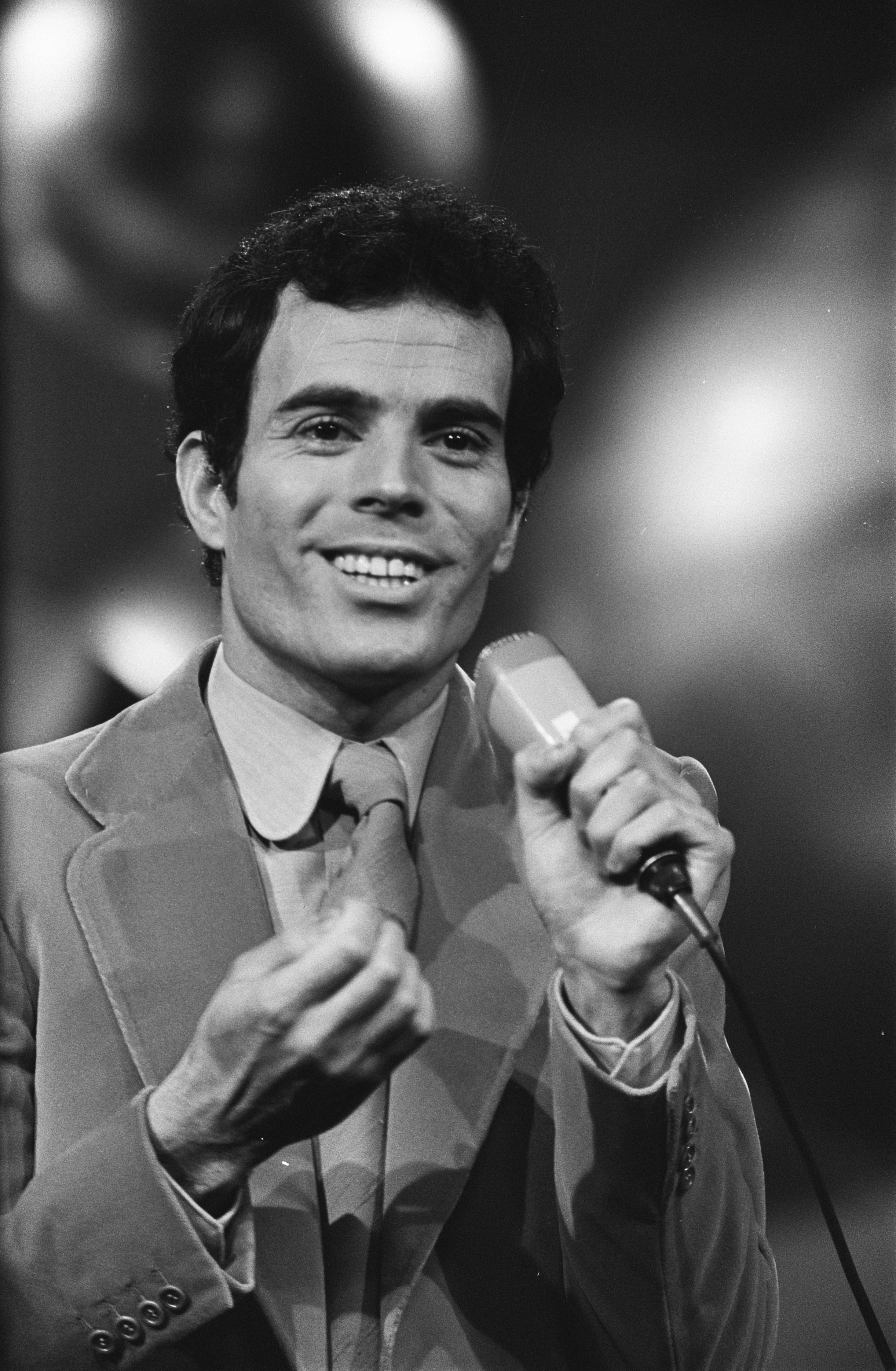
Julio Iglesias en el Festival de la Canción de Eurovisión 1970 en Ámsterdam.

Pese a no ganar Eurovisión, Julio Iglesias grabó la canción «Gwendolyne» en cuatro idiomas. La versión española ocupó el primer lugar en las listas de éxitos de España y América Latina. En sus comienzos acudió a programas radiofónicos en Radio Madrid y Radio Intercontinental del veterano Ángel de Echenique —que se celebraban en directo— donde ganó el concurso Ruede la Bola y numerosos premios más. Durante esa época fue denostado en numerosas ocasiones por no contar con una voz prodigiosa o con amplios conocimientos del canto y fue constantemente comparado con cantantes de gran proyección y de gran talento como sus compatriotas Camilo Sesto, Raphael o el mexicano José José. Durante 1970 el cantante fue invitado al Festival de la canción de Luxemburgo y a un festival de televisión en Alemania. Participó también en Midem en Cannes, Francia y en el Festival de Osaka en Japón. Asimismo, rompió una nueva marca en España: 41 conciertos en 41 ciudades diferentes, durante 30 días, uno de ellos para inaugurar el conjunto Puerto Banús en Marbella, con la presencia de la Princesa Gracia de Mónaco y el imán Aga Khan.
Ese año (1970) Julio Iglesias conoció en una fiesta a María Isabel Preysler Arrastia, la mujer que le inspiraría sus primeras canciones románticas y que le dio tres hijos. El 29 de enero de 1971, en el municipio toledano de Illescas, se casó con Isabel en la Capilla de La Quinta, y celebró su luna de miel en Gran Canaria. El 1 de agosto de ese año en Estoril, nació su primera hija, María Isabel Iglesias Preysler, más conocida como Chábeli Iglesias.
Durante 1971, consiguió su primer millón de discos vendidos, participó en el Festival de Knokke en Bélgica, realizó su primera gira promocional por Hispanoamérica y viajó por primera vez a México, Panamá y Puerto Rico. También hizo una nueva gira por España y otros países europeos. Además, viajó por segunda vez a Japón y ese mismo año grabó en japonés el tema «Anatamo Uramo», versión de su canción «Como el álamo al camino».

### Consolidación en Latinoamérica y Europa
En 1972, su canción «Un canto a Galicia» ocupó los primeros lugares en las listas de éxitos y ventas de América Latina, y llegó al número uno en países como Holanda y Bélgica. Además, recibió el premio como el mayor vendedor de discos en el mundo de su compañía, Columbia Discos, y grabó su primer disco en idioma alemán, Und das Meer Singt Sein Lied, del que se vendieron más de un millón de copias.
El 25 de febrero de 1973 en Madrid, mientras el cantante se encontraba de gira de conciertos por Europa y América Latina, nació su segundo hijo, el primer niño, Julio José Iglesias Preysler, más conocido como Julio Iglesias, Jr. Además de alcanzar ese año de 1973 sus primeros 10 millones de discos vendidos, consiguió ganar más premios que cualquier artista en España y América Latina. Entre ellos: el Guaicaipuro de Oro en Venezuela, el Pueblo Popular en España, el Antena en Colombia y El Heraldo en México, entre muchos otros. Realizó giras por Europa, América Latina y Canadá y tuvo su primera presentación en el Carnegie Hall de Nueva York.
En 1975, inmerso en giras internacionales, nació el 8 de mayo en Madrid su tercer hijo, Enrique Miguel Iglesias Preysler, el hoy también cantante Enrique Iglesias. Fue en ese año cuando lanzó su primer álbum en portugués, Manuela, y también en italiano, del mismo título. Su primera actuación en 1976 en el Madison Square Garden de Nueva York consiguió marca de venta de taquilla en menos tiempo, en lo que a una actuación de un cantante se refiere. Ese año hizo giras por América Latina y Europa y lanzó su segundo álbum en italiano, Se mi lasci non vale. En 1977, batió la marca de asistencia en Chile, donde se difundió que más de 100 000 personas asistieron a su concierto en el Estadio Nacional en Santiago aunque otras fuentes sitúan la asistencia entre los 60 000 espectadores que informó el diario La Tercera al día siguiente y los más de 78 000 reportados por el organizador del evento, pese a que dicho estadio había sido el emblema de la represión de la dictadura de Pinochet después del golpe de Estado de 1973, lo que acrecentó las críticas a un cantante superficial y comercial según los referentes locales de la época, categorizándolo como 'cantante cebolla', es decir, cantante romántico, superficial y lacrimógeno. En el verano de 1977 el cantante alcanzó la cifra de 35 millones de discos vendidos en todo el mundo. Como forma de promocionar su concierto en el Estadio Nacional, el Departamento de Prensa de Televisión Nacional de Chile invitó al cantante a dar inicio al noticiero 60 minutos y fue nombrado por Raúl Matas locutor honorario de dicho informativo, en la lógica de legitimación internacional de la dictadura chilena. Ese mismo año se separó de Isabel Preysler, y obtuvo la nulidad de su matrimonio.

### Contrato con CBS
Mientras los años pasaban, la fama y el éxito de Julio Iglesias fue creciendo cada vez más. El español conquistó mercados cantando en inglés, japonés, alemán, portugués, italiano y francés. Instaló en 1978 su residencia oficial en Miami (Estados Unidos), y firmó un contrato multimillonario con CBS International. En el año de 1977 lanzó su álbum A mis 33 años, producido por Ramón Arcusa, para 1978 realizó una gira por Europa y América Latina y lanzó su primer álbum en francés, Aimer la vie; fue nombrado artista del año en Francia. También lanzó su tercer álbum en italiano, Sono un pirata, sono un signore y en Italia también fue nombrado artista del año.
Ese mismo año, el tema «Quiéreme mucho» llegó al número uno en Alemania. La versión en francés del disco Emociones, llamada A vous les femmes [A vosotras las mujeres], vendió un millón de discos en Francia y dio a Julio Iglesias la fama en los países francófonos. 
Ramón Arcusa se convertiría en productor casi único de Julio desde 1978 hasta 1995, además de arreglador de sus temas discográficos y coautor de muchas de algunas de sus canciones de éxito, como «Soy un truhán, soy un señor», «Quijote», o «Pobre diablo» [«A vous les femmes»].

### Éxito internacional
De acuerdo con estimaciones de CBS, durante el periodo 1979-1982, Julio Iglesias fue el mayor vendedor de discos en Estados Unidos y en Latinoamérica. En 1980 saca el álbum Hey!, nominado para un Premio Grammy en la categoría de Álbum Pop Latin y que será uno de sus mayores éxitos. El disco alcanzara las primeras posiciones en casi todo el mundo y se estima que se vendieron unas 20 millones de unidades en todo el planeta. Realizara ese año varias giras y llega a cantar frente a las Pirámides de Egipto como invitado del presidente Anwar el-Sadat. A finales de 1980, el semanario francés Paris Match elige a sus populares: un cantante español, Julio Iglesias, encabeza la lista de su ramo, seguido por los franceses Jean Ferrat y Renaud.
En 1981 presenta sus conciertos en Egipto, Israel, Australia, Europa y América Latina. Es invitado por la princesa Gracia de Mónaco a la Gala de la Cruz Roja en Montecarlo. Canta en un concierto benéfico en el Wolf Trapp Theater en Virginia, que contaba con la asistencia de la primera dama de Estados Unidos, Nancy Reagan. Obtiene el premio Gaviota de Plata en Viña del Mar (Chile). Julio Iglesias recibe el CBS Cristal Globe Award en París como su artista que más vende. CBS le otorga el Globo de Cristal por sobrepasar los 5 millones de álbumes vendidos en todo el mundo —excepto en Estados Unidos— desde que pertenece a esta compañía. 
Es el tercer artista del mundo en recibirlo. El mismo año Julio Iglesias lanza al mercado en formato Betamax el concierto Julio Iglesias en Jerusalén, grabado en La Piscina del Sultán Amphitheatre ante 20 000 personas. El 29 de diciembre, su padre Julio Iglesias Puga, es secuestrado por la banda terrorista ETA, que le mantiene retenido en Trasmoz (provincia de Zaragoza) hasta que la policía nacional le libera el 19 de enero de 1982. Este suceso provoca que Julio, ya separado de Isabel Preysler, traslade a sus hijos a Miami donde se instalan en su mansión de Miami Beach.
En 1982 rompe en Japón la marca de vender 1 200 000 copias de su álbum De niña a mujer. En seis meses y es nombrado Brightest Hope Male Vocalist por el Comité nacional de éxitos de Japón. También con el mismo álbum bate marcas en Brasil, es multiplatino, más de dos millones de copias en once meses y más de 80 000 personas asisten a su concierto en el Estadio Maracanã, en Río de Janeiro. Ese año de 1982 su canción «Begin the Beguine», cantada en español, es número uno en el Reino Unido y se agotan todas las entradas para cinco conciertos en el Royal Albert Hall de Londres. 
Una estatua de Julio Iglesias, en cera y a tamaño natural, se inaugura en el Museo Grévin de París. La revista española Cambio 16 lo nombra personaje de la década. Realiza gira por Europa, América Latina y África y debuta ese año y agota localidades de sus primeros 14 conciertos en Las Vegas. Además participa en el homenaje a Bob Hope en Washington D. C., con la presencia de Ronald Reagan y su esposa.

### Conquista del mercado estadounidense
En 1983 en París, Julio Iglesias recibe el primer y único premio disco de diamante, que nunca se ha dado a un cantante por el Libro Guinness de los récords, por haber vendido más discos en más idiomas distintos que ningún otro artista musical en la historia, 100 millones de copias en seis idiomas, y el entonces alcalde de París, Jacques Chirac, le condecora con la Medalla de París. Hace giras por Canadá, Estados Unidos, África, Asia y Europa. En España es recibido por Sus Majestades Juan Carlos I y Sofía y actúa en un repleto estadio de fútbol, el Camp Nou en Barcelona, ante 80 000 personas. Hace su primera gira de conciertos por Japón con una asistencia de cuatrocientas mil personas en 23 conciertos. A su vez, en Estados Unidos, obtiene el disco de oro y vende más de 850 000 copias de su álbum Julio. Canta con Willie Nelson en el Festival de Música Country en Nashville, Tennessee. Es invitado especial al homenaje a Kirk Douglas en Los Ángeles. Participa en tres programas de Johnny Carson y en los programas Solid Gold y el Show de Merv Griffin. Es invitado por la Casa Blanca para participar en el concierto y espectáculo de Navidad desde Washington D. C. junto al presidente Ronald Reagan y Andy Wiliams.

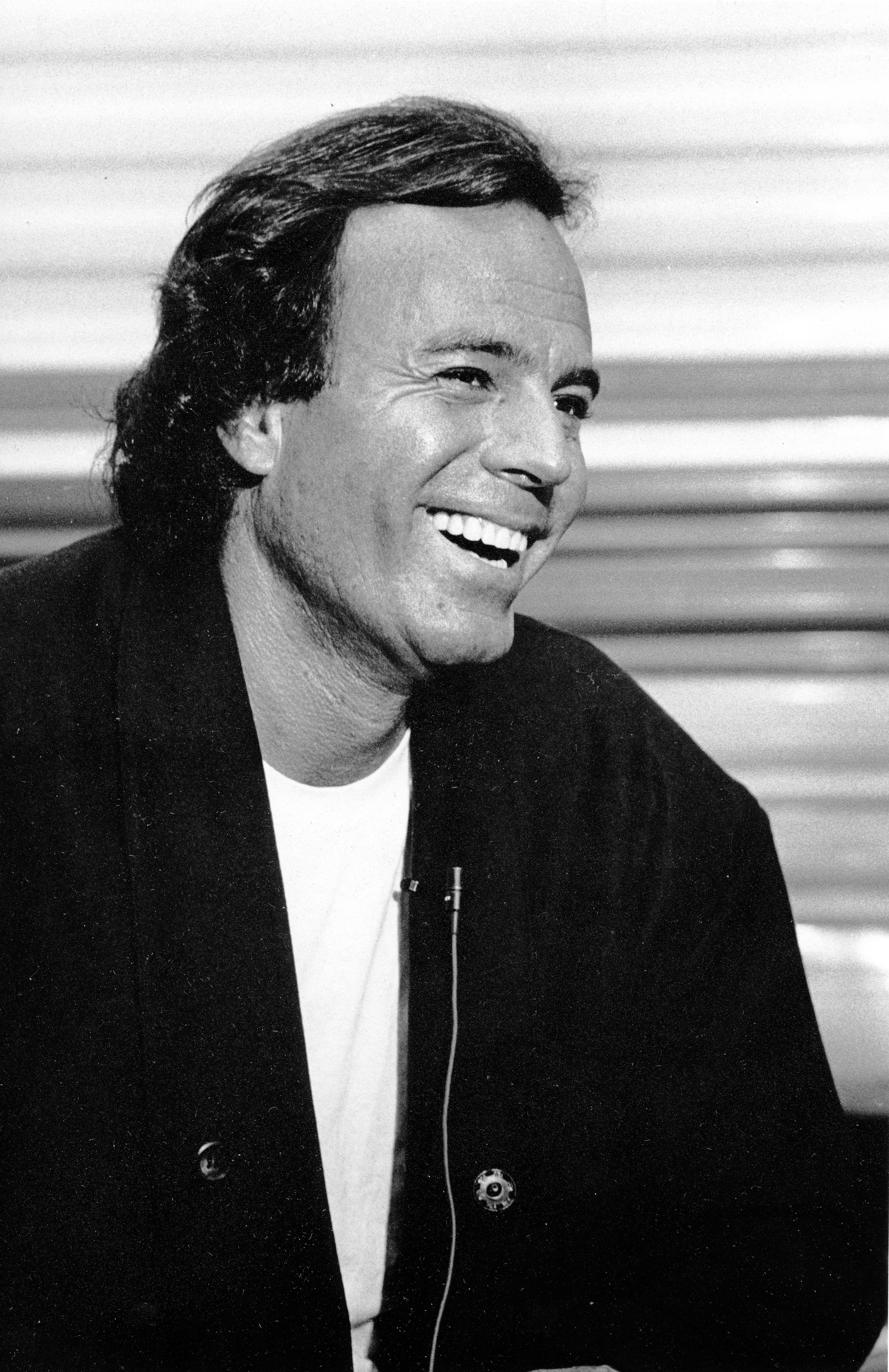
Julio Iglesias en una entrevista en Boston hacia 1984.

En 1984 firma un contrato mundial de publicidad y promoción con Coca-Cola y lanzó su primer disco en inglés, 1100 Bel Air Place, del que se venden ocho millones de copias en todo el mundo. En Estados Unidos el álbum es multiplatino y se venden cuatro millones de copias. El disco incluye la canción «To all the girls I've loved before», cantado a dúo con Willie Nelson. Reciben dos nominaciones en los Country Music Awards y ganan el premio a Sencillo del año. El disco también incluye el sencillo «All of you», cantado a dúo con Diana Ross. Ese año tiene seis discos simultáneamente en la lista Billboard 200 de los álbumes más vendidos en los Estados Unidos, un logro solo obtenido por los Beatles y Elvis Presley. Se agotan todas las entradas para diez noches en el Anfiteatro Universal de Los Ángeles y en tan solo en dos horas, todas las entradas para ocho noches en el Radio City Music Hall de Nueva York. En Los Ángeles, entrega a Michael Jackson el Grammy por la Mejor canción del año. Es invitado a la Casa Blanca para una cena oficial en honor al presidente de Francia François Mitterrand. Copreside ese año Sprint (Special Preventive Research, Intervention and New Technology for Children at UCLA), una organización caritativa especializada en la cirugía prenatal y su investigación.
En 1985 se retira a vivir a Bahamas durante un año y graba allí su álbum Libra. Participa en un telemaratón en ayuda a las víctimas del terremoto de Ciudad de México. Organiza y participa en otro telemaratón para recaudar fondos para ayudar a las víctimas del desastre del volcán Nevado del Ruiz, en Armero (Colombia). Participa en la canción «Cantaré, Cantarás» junto a varios artistas americanos para la fundación filantrópica Hermanos para ayudar a la niñez de Latinoamérica, El Caribe y África. También lidera una campaña contra las drogas en Francia. El 7 de noviembre, Julio Iglesias recibe una estrella en el paseo de la fama de Hollywood. Esta estrella está situada en la zona sur del Hollywood Boulevard, entre las calles Orange y Sycamore, en frente del Hotel Roosevelt de Hollywood. También es invitado ese año para un especial de Bob Hope en Londres, con la presencia del duque Felipe de Edimburgo. En París vende todas las localidades para veinte conciertos.
En 1986, actúa con Plácido Domingo y Charles Aznavour (dirigidos por Zubin Mehta) en el Lincoln Center de Nueva York, en celebración del Centenario de La Estatua de la Libertad. Organiza y participa en el homenaje a Don Pedro Vargas en México, con ocasión de su 80 cumpleaños. Canta con Frank Sinatra en un concierto a beneficio del Hospital del Cáncer en Palm Springs, California, e inaugura, con Willie Nelson, el concierto de Farm Aid, a beneficio de los campesinos estadounidenses. Es nombrado ese año presidente honorífico de la Asociación Americana de Distrofia Muscular y realiza un concierto, en Los Ángeles, a beneficio de la Fundación Ford para niños abandonados. Hace una gira por Japón y otra, de cinco meses, por Estados Unidos, donde ofrece 93 conciertos en 47 ciudades, 550 000 personas en 140 días, entre ellos ante 45 000 personas en el Rodeo de Houston. Además entra a formar parte como socio propietario del equipo de baloncesto Miami Heat de la NBA.
En 1987, Bravo Award, otorga a Julio Iglesias el Premio Vida como mayor figura de la música latina. Es nombrado Marshall of the Mardi Gras Festivities en Nueva Orleans y en la gala de los premios Grammy, entrega a Burt Bacharach el premio a la Mejor Canción. Durante esta época, Julio Iglesias es presentado asiduamente en la televisión estadounidense como el cantante más famoso del planeta.
En el año 1988 lanza su segundo álbum en inglés Non-Stop el cual incluye una canción a dúo con Stevie Wonder titulada «My Love». Gana el Premio Grammy en la categoría Mejor intérprete Pop Latino del año 1987 por el álbum Un hombre solo, compuesto y producido íntegramente por Manuel Alejandro. También es artista del año por los premios Aplauso '92, otorgado por la emisora de radio de Miami FM92. Es nombrado hijo adoptivo de la localidad española de Villareal, y padre del año por la asociación americana The Father's Day Council. Hace una gira mundial de conciertos por Estados Unidos y otros 22 países. Entre ellos, China, donde hace su primera gira promocional y se convierte en el primer artista internacional en tener su propio especial de televisión en directo, en la emisora de televisión nacional china, en Pekín, con una audiencia estimada de 400 millones de telespectadores, y canta a dúo «To all the girls I've loved before» con la presentadora del programa. También visita Filipinas, donde se encuentra con la presidenta filipina Corazón Aquino en su concierto en Manila, en el que canta la tradicional canción «Dahil sa 'yo». 
En España celebra sus veinte años de carrera artística en la plaza de toros de Benidorm. Un concierto suyo es acto de apertura oficial de la Exposición Internacional de 1988 celebrada en Brisbane, Australia, y encabeza la lista de estrellas que actúan en la ceremonia inaugural de los Juegos Olímpicos en Seúl 1988 en Corea, la cual es televisada mundialmente. También actúa en el Royal Command Performance en Londres, con asistencia de la reina Isabel II y de la princesa Ana del Reino Unido. Ese año participa en el proyecto Aventura 92 para llevar niños hispanos en la misma travesía que realizó Cristóbal Colón, en un concierto benéfico para la fundación de Óscar de La Renta, en los Altos de Chavón, República Dominicana, y en el concierto de Lou Rawls pro United Negro Collage Fun Drive. También celebra un concierto, de cinco horas de duración, en el estadio de fútbol Nou Camp de Barcelona ante más de 100 000 espectadores y es televisado en directo al mundo entero. De dicho concierto, se seleccionan 50 minutos para formar el vídeo Julio Iglesias en España.
En 1989, Julio Iglesias es nombrado por Unicef Representante Especial para las Actuaciones Artísticas, lo que incluye conciertos para recaudar fondos en todo el mundo. Ese año le es otorgado el título de profesor internacional honorario de música por The New World School of the Arts en Miami, además se crea una beca que lleva su nombre, la cual es entregada a un estudiante anualmente. Se presenta en el evento número veinticinco del Crystal Ball en el hotel Waldorf Astoria de la ciudad de Nueva York a beneficio de la Escuela de Medicina Mount Sanai. Participa junto a otras estrellas, en la Gala Inaugural para el presidente George Bush y el vicepresidente Dan Quayle. El 11 de febrero, Julio Iglesias aparece interpretándose a sí mismo en el episodio «Día de San Valentín» en la popular serie televisiva estadounidense Las chicas de oro. Los premios Scopus le presentan en concierto como parte del homenaje a Johnny Carson. Lanza el álbum Raíces, en el cual incluye popurrís clásicos en español, italiano, francés y portugués. También graba junto a Plácido Domingo la canción «Soñadores de España». Recibe una estrella en Nagoya (Japón). Eugenio Fontán, como presidente de Radio España, hace entrega del premio que le acredita como número 1 en las listas de Onda Media y del Top 40. El perfume Only es lanzado a la venta por Julio Iglesias en una conferencia de prensa en abril. Realiza una gira mundial que incluye unos días en la Unión Soviética. Recibe un premio como artista del año junto a Clint Eastwood y Bette Davis otorgado por The American Cinema Awards.

### Consagración mundial
En 1990 lanza su cuarto álbum en inglés Starry Night, que es aclamado por la crítica. Graba su primer especial de televisión por HBO y es invitado a los programas más importantes de las grandes cadenas de televisión estadounidense, como Oprah Winfrey, Arsenio Hall, Live with Regis and Kathie Lee y Joan Rivers. Realiza una gira por Asia y se presenta en conciertos benéficos para UNICEF. El 30 de enero de 1990 recibe un homenaje por los residentes de Miami, ciudad donde vive, y se le concedió una estrella en el Little Havana's Stars of Fame, en la calle Ocho. También ese año recibe el premio Rodolfo Valentino junto a Robert Mitchum y Jane Wyman. La gira de 1991 transcurre por Asia, Canadá, Sudamérica y Europa. Además realiza un concierto a beneficio de UNICEF en Houston y otro en Phoenix para los familiares de los soldados que estaban en la guerra del Golfo Pérsico y participa en el programa especial de Anne Murria en Disneyworld, que se televisa en Canadá y Estados Unidos. Las agencias internacionales de noticias destacan su concierto ante 170 000 personas en el Parque O'Higgins, en Santiago de Chile, considerada la mayor audiencia en Sudamérica para un evento semejante. Desde el 28 de enero de 1991 hay una estrella de la fama para Julio Iglesias en Scheveningen, Países Bajos. Ese año en Miami, Julio hace juramento a la bandera española a bordo del buque escuela de la Armada Española Juan Sebastián Elcano. Julio Iglesias presenta en 1992, desde Santo Domingo, su álbum Calor, que se lanza al mercado en cinco ediciones distintas: español, francés, portugués, italiano y alemán. El disco recibe numerosos premios en todo el mundo. La gira de ese año le llevó por América Central, Estados Unidos y Europa. Recibe en 1992 el título de «Español universal» en Florida por la Cámara de Comercio Española en Estados Unidos, y la Junta de Galicia le nombra Embajador Cultura del Jacobeo 93. En 1993 graba la canción «Summer Wind» con Frank Sinatra y realiza una gira por Estados Unidos; actúa en el James L. Knight de Miami con el éxito acostumbrado y realiza conciertos durante seis días en el Caesar's Palace de Las Vegas, en marzo, en julio y en septiembre, siempre con el mismo éxito. Además es nominado a un Premio Grammy en la categoría de Mejor Álbum Pop Latino por Calor y es el encargado de clausurar los Juegos del Este Asiático 1993, cantando en Mandarín La paloma a dúo con la cantante china Wei Wei. Presenta en 1994 desde París su álbum Crazy. En el disco aparecen colaboraciones en dúos como «When You Tell Me That You Love Me» con Dolly Parton, o «Fragile» con Sting. En Taiwán, Debby Chang, Miss China 1988, le hizo entrega de un disco Doble Platino por las ventas del disco y Susan Kim, de Sony Corea, le hace entrega de un premio por sus ventas de más de 340 000 copias en ese país. Hace nuevamente una gran gira mundial. En mayo de 1994, participó en dos capítulos de la teleserie General Hospital invitado por Ricky Martin, y en la que Julio se interpreta a sí mismo. Este año ofreció un concierto de gala en Miami, a beneficio del Jackson Memorial. Y en la entrega de los españoles Premios Ondas de 1994, se condecoró a Julio Iglesias con un Premio Especial por ser considerado el artista con mayor trayectoria internacional en la historia de la radio.
El álbum La carretera se lanza en 1995 en cuatro ediciones: en francés, español, portugués e italiano, y se convierte en el primer artista, que en un día de venta consigue un disco platino en España. Ese año realiza una gira por 28 diferentes países de Europa en solo dos meses. Es homenajeado en Pekín, por el gobierno de China, como el primer extranjero en la historia de este país en recibir el prestigioso Golden Record Award. Además, el 18 de mayo de 1995, el codiciado galardón, Premio Excelencia, que anualmente hace honor a aquellos que han contribuido con su talento a enriquecer la música latina, le es otorgado a Julio Iglesias en la ceremonia de entrega del premio Lo Nuestro de la Cadena Univisión. En el año 1996 su álbum Tango es estrenado con 35 discos de oro y multiplatino en todo en mundo. Se estima que las ventas de este disco alcanzan las 10 millones de copias. IFPI otorga a Julio Iglesias el Platinum Europe Awards, disco de platino en reconocimiento a la venta en Europa superior a un millón de copias por su álbum Crazy e igualmente otro por La carretera. Este año es nominado para un Premio Grammy en la categoría de mejor Álbum Pop Latino por La carretera. Este disco recibe el premio Billboard al mejor Álbum Pop Latino del año. Además la emisora de radio española Cadena Dial le otorga el Premio Dial del año, y es homenajeado por el programa mexicano Siempre en domingo, presentado por Raúl Velasco, donde varios artistas latinos cantan a dúo con él. Una de estas artistas es Thalía, quien poco después sería invitada por el propio Iglesias a ser la bailarina principal de su videoclip «Baila Morena». Julio consigue en 1997, el premio como Mejor Cantante Latino por los premios World Music Award, celebrados en Mónaco. También recibe una Medalla de Oro por la Sociedad General de Autores de España (SGAE). En octubre de este año recibe un premio especial de Radio City Music Hall Award por ser el artista extranjero que más conciertos ha presentado en esta prestigiosa sala de ciudad de Nueva York. El 8 de septiembre, en el Hotel Fontainebleau de Miami, recibe el premio Pied Piper de ASCAP's en el Quinto Aniversario de Los Premios de la Música Latina (Sociedad Americana de Compositores, Autores y Publicistas) el más prestigioso honor dado a los artistas. Por primera vez se le otorga a un latino. Iglesias es honrado también aquella noche por el alcalde de Miami, Joe Carollo, quien proclamó el 8 de septiembre como Día de Julio Iglesias. Se presenta en la gala presidencial en honor al presidente de Estados Unidos Bill Clinton, y se le otorga el premio IFPI Platinum Europe Awards en reconocimiento a la venta en Europa superior a un millón de copias por su álbum Tango.
El 19 de junio de 2000, presenta su disco Noche de Cuatro Lunas. Julio Iglesias cuenta para este álbum con compositores y productores como Estéfano, Alejandro Sanz, Draco Rosa, Rubén Blades y las colaboraciones de Alejandro Fernández y Daniel. El álbum vende tres millones de copias. Al disco le sigue una gira mundial en la cual incluye: Europa, Sudamérica y Norteamérica. El 6 de octubre Correos España emite un sello como tributo a su trayectoria artística. El sello con forma circular de 33,2 mm de diámetro y un valor de 1,20 € es publicado para uso legal con una tirada de 650 000 ejemplares.
En 2001, lleva su gira por 26 ciudades de España y por una gran parte de Estados Unidos, y se traslada a El Salvador para ofrecer en la capital de este país, tan duramente golpeado por terremotos e inundaciones, un concierto benéfico a favor de los damnificados. El 11 de septiembre, en Los Ángeles, en la segunda edición de los Grammy Latinos organizada por Latin Academy of Recording Arts and Sciences, LARAS, Julio Iglesias recibe el premio Grammy Latino como personalidad del año. Este tributo rinde homenaje a los logros profesionales de Julio Iglesias. Michael Greene, presidente de la Academia de la Grabación y la Academia Latina de la Grabación declara: «Julio Iglesias es el máximo embajador de la cultura y música latina a través del mundo. Es raro que aparezca un hombre con tanto talento, pasión y dedicación a su cultura y a sus admiradores. Para la Academia es un placer rendirle tributo a semejante tesoro internacional». En octubre lanza un álbum en italiano titulado Una donna può cambiar la vita, y en noviembre, otro en portugués titulado Ao meu Brasil. El día 12 de diciembre, la Fundación Independiente Española premia al cantante con el galardón Español Universal, un reconocimiento que el artista agradece durante una rueda de prensa celebrada en la Sociedad General de Autores y Editores, SGAE.
El 13 de febrero de 2002, es nominado por los premios Latin Billboard como el mejor dúo vocal con la canción «Dos corazones, dos historias» con Alejandro Fernández. Finalmente gana el premio ALMA (American Latin Media Award), el sábado 1 de junio, por la mejor interpretación en español en un especial de televisión en el programa Latin Billboard de Telemundo. Los premios ALMA fueron creados en 1995 por el Consejo Nacional de la Raza (NCLR) para reconocer el logro artístico y la mejora de la imagen de los hispanos en Estados Unidos. La madre del artista, Rosario de la Cueva, falleció el día 14 de marzo tras una larga enfermedad. El día 17 de agosto Julio Iglesias asiste, en Puerto Banús, Marbella, a la inauguración de la primera calle que lleva su nombre en España: Avenida Julio Iglesias. En reconocimiento a su proyección internacional, el 12 de septiembre de 2002, es nombrado embajador del cocido de Lalín y recibe la insignia de oro de ese municipio gallego de manos de su alcalde, quien, como Gran Comendador del Cocido, lleva a cabo la simbólica imposición de una cuchara al cantante. Este, en dicho acto, recibe también la capa que distingue a los miembros de la «Encomienda del Cocido», sociedad gastronómico-cultural que tiene por objeto la promoción y difusión de este plato tradicional gallego, elaborado en Lalín con afamada exquisitez. También en 2002 es nombrado Bodeguero de Honor de la Fiesta de la Vendimia, que se celebra a finales del mes de septiembre, y embajador de la Ribera del Duero por su pasión por los vinos ribereños.
Julio Iglesias deja sus huellas en el Olympiapark de Múnich el día 27 de julio de 2003. Munich Olympic Walk of Star (MOWOS) es un paseo a la orilla del lago olímpico donde personalidades famosas, que han conseguido éxito en el estadio olímpico, son inmortalizadas con las huellas de sus manos o pies en cemento. Onda Cero Radio España concede sus premios Protagonistas 2003 de Luis del Olmo, que recaen, entre otros, en Julio Iglesias, Ferrán Adriá y Joan Manuel Serrat. Además son investidos cofrades de la Cofradía Gastronómica del Real Botillo del Bierzo.

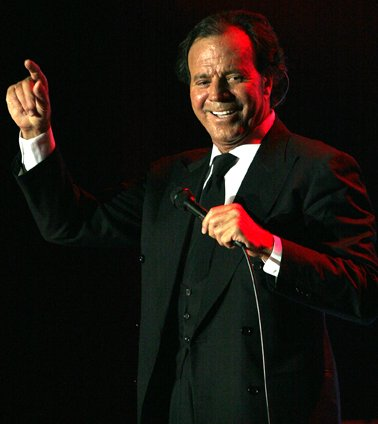
Iglesias en 2005.

El día 10 de abril de 2004, es declarado hijo ilustre de Viña del Mar, la distinción es entregada al artista por el alcalde, quien subraya que el municipio le otorga esa distinción porque Julio Iglesias inició su carrera internacional en el escenario de la Quinta Vergara. El 18 de mayo de 2004, cuando Julio tiene 60 años nace Jaime Iglesias su segundo hermano e hijo del doctor Iglesias y Ronna Keitt. Este año, Julio es pregonero de la Feria de agosto de Málaga. Ofrece conciertos en Francia, el 11 y 12 de junio de 2004, en el Palacio de Congresos de París, y los 15 y 16 de septiembre en el Olympia con la gira del álbum Divorcio, después de 20 años de ausencia en la escena francesa, participa en muchos programas de radio y televisión. La Reina Sofía, acompañada de la entonces Princesa Letizia, preside el miércoles 22 de septiembre, en el Palacio de Vistalegre de Madrid, la gala benéfica «Me olvidé de vivir», a favor de los enfermos de Alzheimer. Julio Iglesias participa con otros artistas en la gala, cuyos fondos recaudados se destinaron al Proyecto Alzheimer de la Fundación Reina Sofía.
La cadena francesa France 2 dedica en febrero de 2005, un programa especial Un samedi soir avec Julio Iglesias y luego lo difunde a nivel mundial por la cadena francófona TV5 Internacional. En mayo de 2005 sale el álbum cantado íntegramente en francés L'homme que je suis, que obtiene directamente el tercer puesto en ventas en Francia. La promoción del disco es acompañada de una gira de conciertos a través Francia y Bélgica, del 27 de mayo al 25 de junio. El 29 de noviembre de 2005, la reina de España, Sofía de Grecia, preside la cena de gala en que se entregan las medallas de oro del Queen Sofía Spanish Institute de Nueva York, que ese año reciben Julio Iglesias, Henry Kissinger y Beatriz Santo Domingo. El Instituto Español Reina Sofía fue fundado en 1954 para promover la comprensión de la cultura española, el pasado y presente, y su influencia en América con una variedad de programas. Apenas unos días más tarde de anunciar su segundo hijo con Ronna, el doctor Iglesias Puga muere repentinamente la mañana del 19 de diciembre de 2005, a sus noventa años. 

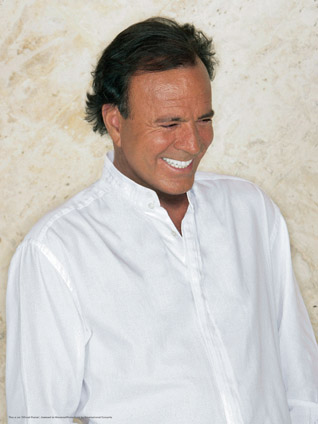
Julio Iglesias en 2007.

El 11 de febrero de 2006, Julio Iglesias realiza una gala benéfica en memoria de su amigo y abogado Shep King (fallecido en 2003) a beneficio del Shep King College Fund y el American Jewish Committee. El 26 de julio de 2006 nace Ruth, hija del doctor Iglesias (el día que hubiera cumplido 91 años). El 18 de septiembre Julio Iglesias lanza en Nueva York su álbum Romantic Classics y empieza una gira de promoción con actuaciones en vivo en programas de televisión estadounidense como Good Morning America, CBS Early Show, The View, Martha Stewart Show, Dancing with the Stars o Fox and Friends. Además, graba en mandarín e indonesio (estos dos por primera vez) y en filipino, al realizar una nueva versión de su exitosa canción «Crazy» para las ediciones del álbum en China, Indonesia y Filipinas. Para estos dos últimos países, graba dos nuevas versiones de su conocidísimo dúo con Diana Ross, «All of you», esta vez con la filipina Lea Salonga y la indonesia Anggun.

### Leyenda viva

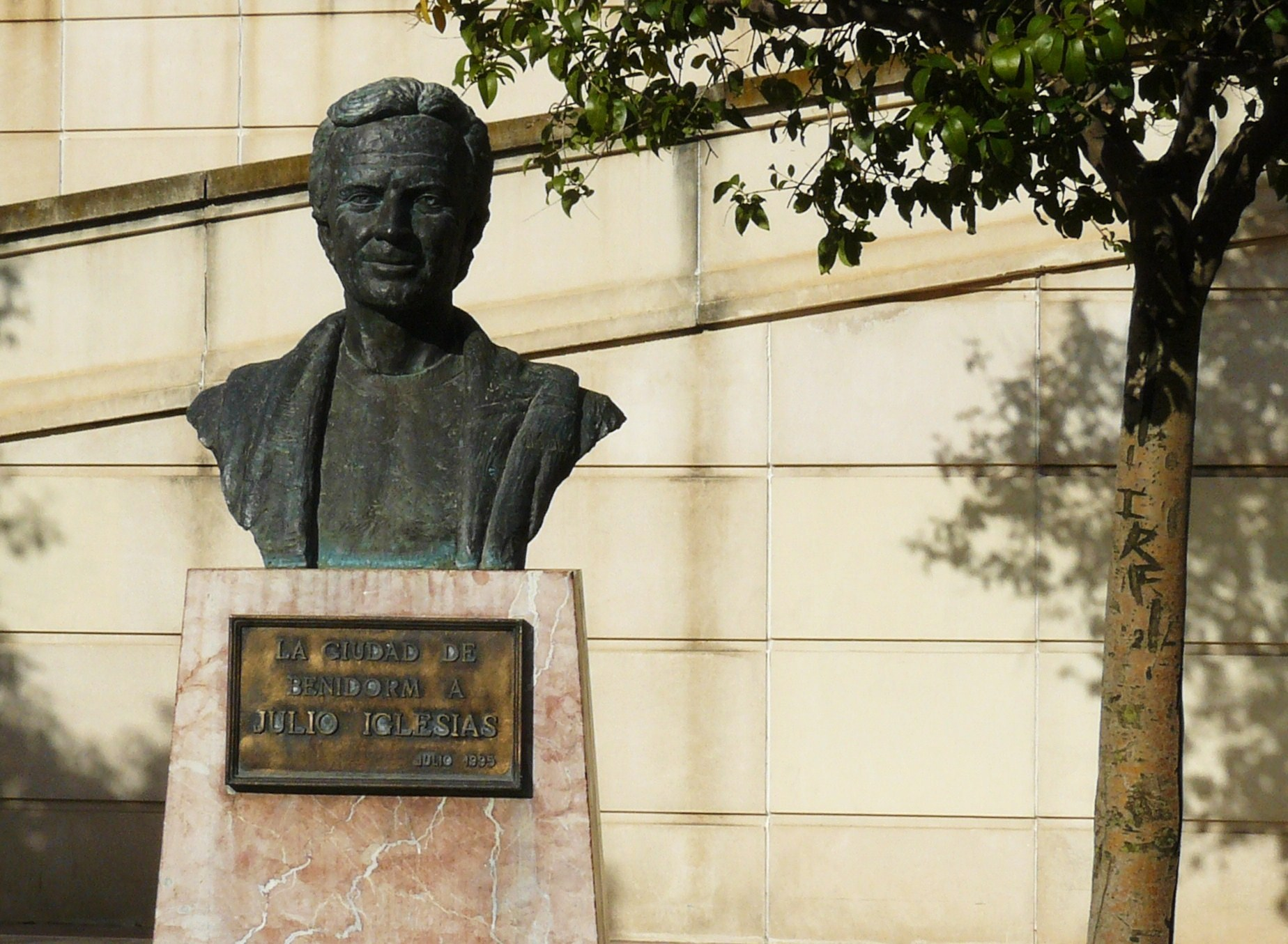
Busto en honor a Iglesias en Benidorm, España.

Según la Enciclopedia del español en el mundo, presentada por el director del Instituto Cervantes en octubre de 2006, Picasso y Dalí son los iconos más consultados en la Red en 2005, seguidos de Julio Iglesias, con algo más de 50 000 búsquedas, y del actor Antonio Banderas. En quinto lugar figura Goya, con 23 500 consultas, y en el sexto, Miró con 22 382. De esta forma, Julio Iglesias es el español en vida más buscado en Internet. 
Julio Iglesias mantiene desde 1995 una relación sentimental con Miranda Johanna Maria Rijnsburger, una modelo neerlandesa, que conoció en Leimuiden (Países Bajos). La pareja tiene cinco hijos comunes: Miguel Alejandro, nacido el 7 de septiembre de 1997, Rodrigo, nacido el 3 de abril de 1999, las gemelas Victoria y Cristina, nacidas el 1 de mayo de 2001, y Guillermo, nacido el 5 de mayo de 2007. 
La vida del cantante transcurre entre Punta Cana, al este de la República Dominicana, país al que denomina «segunda patria» y del cual ha adquirido la nacionalidad, Miami (Estados Unidos) y Marbella (España), junto a Miranda y a sus hijos. Las giras continúan en 2007 y hasta principios de 2008. En junio de 2009 el pleno de la Diputación de Málaga aprueba nombrar al cantante Julio Iglesias hijo adoptivo de la provincia, por su vinculación con Málaga, ya que los municipios de Ojén y Marbella son sus lugares de residencia en España desde hace años.
Julio Iglesias se casa en Marbella con Miranda el 24 de agosto de 2010.
El 1 de abril de 2013, recibe en Pekín dos galardones históricos: como primer y más popular artista internacional de todos los tiempos en China, un premio otorgado por Sony Music China y que le entrega el artista chino mundialmente famoso, Lang Lang, y el récord Mundial Guinness por ser el artista latino que más discos ha vendido en el mundo, que otorga el Guinness World Records.
En el año 2015 el Berklee College of Music, una de las universidades privadas más reconocidas a nivel mundial en el ámbito de la música, concede a Julio Iglesias la distinción de Doctor honoris causa, por su amplia y exitosa carrera e influencia en el mundo musical.
En junio de 2016, Julio Iglesias recibe el máximo galardón que puede recibir un artista en Asia, "The Brand Laureate", por sus logros como artista musical alrededor de todo el mundo.
En mayo de 2019, recibe el Grammy Lifetime Achievement Award de manos de la National Academy of Recording Arts & Sciences estadounidense, premio honorífico a toda su exitosa carrera.

## Logros
En 2006, fue destacado como el artista de música latina más vendido en la categoría masculina con ventas de 250 millones de dólares estadounidenses, certificadas por los Guiness World Records (equivalente a 250 millones de álbumes). Julio Iglesias ha grabado 80 álbumes, cantado en 14 idiomas, posee más de 2600 discos de oro y platino certificados. Se estima que durante su carrera ha ofrecido más de 5000 conciertos también ha actuado para más de 60 millones de personas en los cinco continentes. En abril de 2013, fue galardonado en Pekín como el artista latino que más discos ha vendido. En España, su país natal, es el artista que más discos ha vendido con 23 millones de ejemplares.[cita requerida]
Ha ganado importantes y prestigiosos premios de la industria discográfica como: el Grammy y Grammy Latino, World Music Award, Premio Billboard, Gaviota de plata, ASCAP, American Music Award y Premio Lo Nuestro entre otros. Ha sido condecorado con la Medalla de Oro al Mérito en las Bellas Artes de España y con la Legión de Honor de Francia. Fue nombrado Embajador Especial de las Artes Escénicas de UNICEF en 1989. Además tiene institucionalizado el 8 de septiembre como «Día de Julio Iglesias» en Miami desde 1997 y se ve su estrella en el paseo de la fama de Hollywood desde 1985. El 23 de abril de 2013, entró en el Salón de la Fama de los Compositores Latinos.
El 19 de diciembre de 2018, la Academia Americana de la Grabación otorgó a Julio Iglesias el Grammy Lifetime Achievement Award, un premio especial de los Premios Grammy que premia a los intérpretes solistas o en grupo que durante su vida han hecho una contribución sobresaliente en el campo del registro discográfico.Según el libro Riquísimos, del periodista Jesús Salgado, Julio Iglesias es la novena fortuna de España con un patrimonio estimado en 5.200 millones de dólares en 2009.

## Marcas y certificaciones
Libro Guinness de los Récords

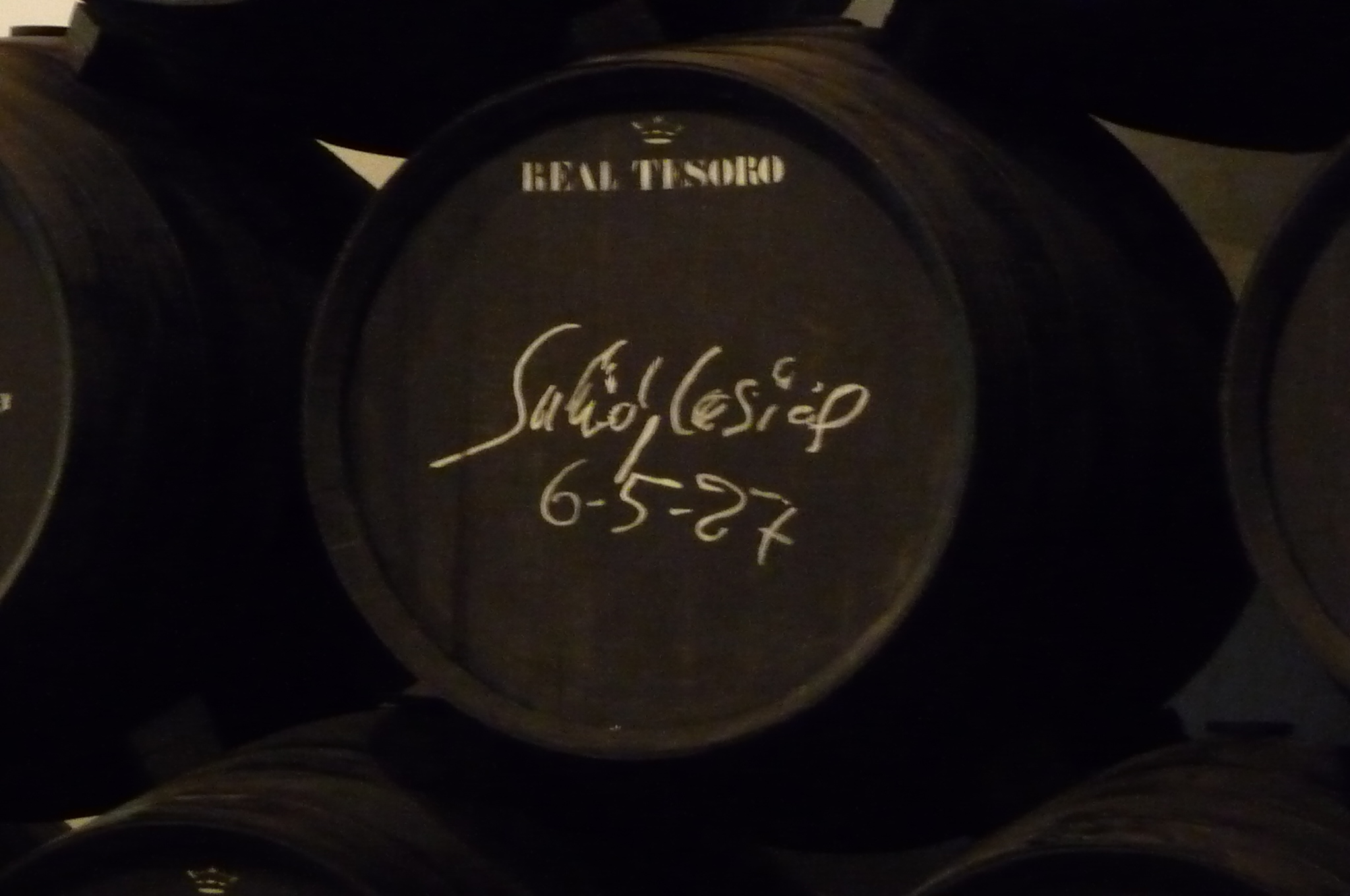
Barril firmado por Julio Iglesias.

- Primer y único premio «disco de diamante» nunca dado a un cantante por el Libro Guinness de los Récords por vender más discos, 100 millones de copias, en más idiomas que ningún otro artista musical en la historia (español, alemán, japonés, inglés, italiano, portugués, francés, tagalo...) (1983).
- Obtiene el récord como el «intérprete latino de más éxito en todo el mundo», con ventas globales de más de 300 millones de álbumes. Julio (1987) fue el primer álbum en lengua no inglesa en vender más de dos millones de copias en Estados Unidos y el único disco en lengua no inglesa que consiguiera allí la certificación de doble platino.
- Récord Mundial Guinness por ser el artista latino que más discos ha vendido en el mundo, que le fue otorgado por el Guinness World Records, el 1 de abril de 2013.

## Homenajes

### Premios
World Music Award
- Premio LEGEND en reconocimiento a sus éxitos globales y a su contribución mundial a la industria musical (1997).

ASCAP Award
- Premio ASCAP Pied Piper por la Sociedad Americana de Compositores, Autores y Publicistas. Es el más prestigioso honor dado a los artistas en Estados Unidos y se da a aquellos cuyo trabajo ha hecho contribuciones significantes a la comunicación y la música. Por primera y única vez se le otorgó a un latino (1997)

SGAE Award
- Condecorado con la Medalla de Oro de la Sociedad General de Autores de España (1997)

AMA (American Music Awards)
- Premio como Artista Latino Favorito (1998).

Grammy Awards
- Premio Best Latin Pop Performance por «Un hombre solo» (1988).
- Nominado a Best Latin Recording por «Hey» (1981).
- Nominado a Best Latin Recording por «Momentos» (1983).
- Nominado a Best Country Vocal Performance by a Duo or Group por «As Time Goes By» con Willie Nelson (1985).
- Nominado a Best Latin Pop Album por «Calor» (1993).
- Nominado a Best Latin Pop Performance por «La carretera» (1996).
- Nominado a Best Latin Pop Performance por «Tango» (1998).
- Premio Lifetime Achievement Award (2018).

Latin Grammy Awards
- Premio Personalidad del Año, este tributo rindió homenaje a los logros profesionales (2001).

Billboard Latin Music Awards
- Premio a Álbum Pop Latino del Año por La carretera (1996).
- Nominado a Mejor Dúo Vocal del Año por Dos corazones, dos historias con Alejandro Fernández (2002).

CMA Awards (Country Music Association)
- Premio Vocal Duo Of The Year por «To All The Girls I've Loved Before» con Willie Nelson (1984).
- Nominado a Single Of The Year por «To All The Girls I've Loved Before» con Willie Nelson (1984).

ACM Awards (Academy of Country Music)
- Premio Single Of The Year por «To All The Girls I've Loved Before» con Willie Nelson (1985).
- Nominado a Vocal Duo Of The Year por «To All The Girls I've Loved Before» con Willie Nelson (1985).

Premio Lo Nuestro
- Premio a la excelencia de la música latina (1995).

China´s Golden Record Award
- Premio otorgado por el gobierno de China, máxima distinción musical en China y primer y único artista extranjero en recibirlo (1996).

Premio ALMA (American Latin Media Award)
- Mejor interpretación en un especial de televisión en el programa Latin Billboard de Telemundo junto a Alejandro Fernández (2002).

### Otros premios
- Premio de Columbia Records, como el mayor vendedor de discos en el mundo de la compañía (1972).
- El Heraldo de México como Artista Revelación del Año (1973).
- Guaicaipuro de Oro de Venezuela (1973).
- Pueblo Popular de España (1973).
- Premio Antena de Colombia (1973).
- Artista del Año en Francia e Italia (1978).
- Gaviota de Plata en el Festival de Viña del Mar en Chile (1981).
- CBS Cristal Globe Award por ser el artista más vendedor de CBS (1981).
- Brightest Hope como vocalista masculino por el National Hit Research Committee de Japón (1982).
- Premio Vida a la mayor figura de la música latina, otorgado por Bravo Award (1987).
- Artista del año por los premios Aplauso 92, otorgados por la emisora de radio de Miami FM 92 (1988).
- Artista del año junto a Clint Eastwood y Bette Davis, por los ACA American Cinema Awards (1989).
- Premio que le acredita como n.º 1 en las listas de Onda Media y del Top 40 en Radio España (1989).
- Premio Rodolfo Valentino junto con Robert Mitchum y Jane Wyman (1990).
- Premio especial a la trayectoria más internacional en la historia de la radio por los Premios Ondas de España (1994).
- Premio Dial de España, como artista del año, otorgado por la Cadena Dial (1996).
- Radio City Music Hall Award al convertirse en el artista extranjero que más veces ha actuado en el Radio City (1997).
- Music Legend Award como el artista más popular de todos los tiempos en Latinoamérica, premio otorgado por la Academia Internacional de Arte de Ischia, Italia (2007)
- Primer y más popular artista internacional de todos los tiempos en China, un premio otorgado por Sony Music China y que le entregó el artista chino mundialmente famoso, Lang Lang.

### Títulos, nombramientos y condecoraciones

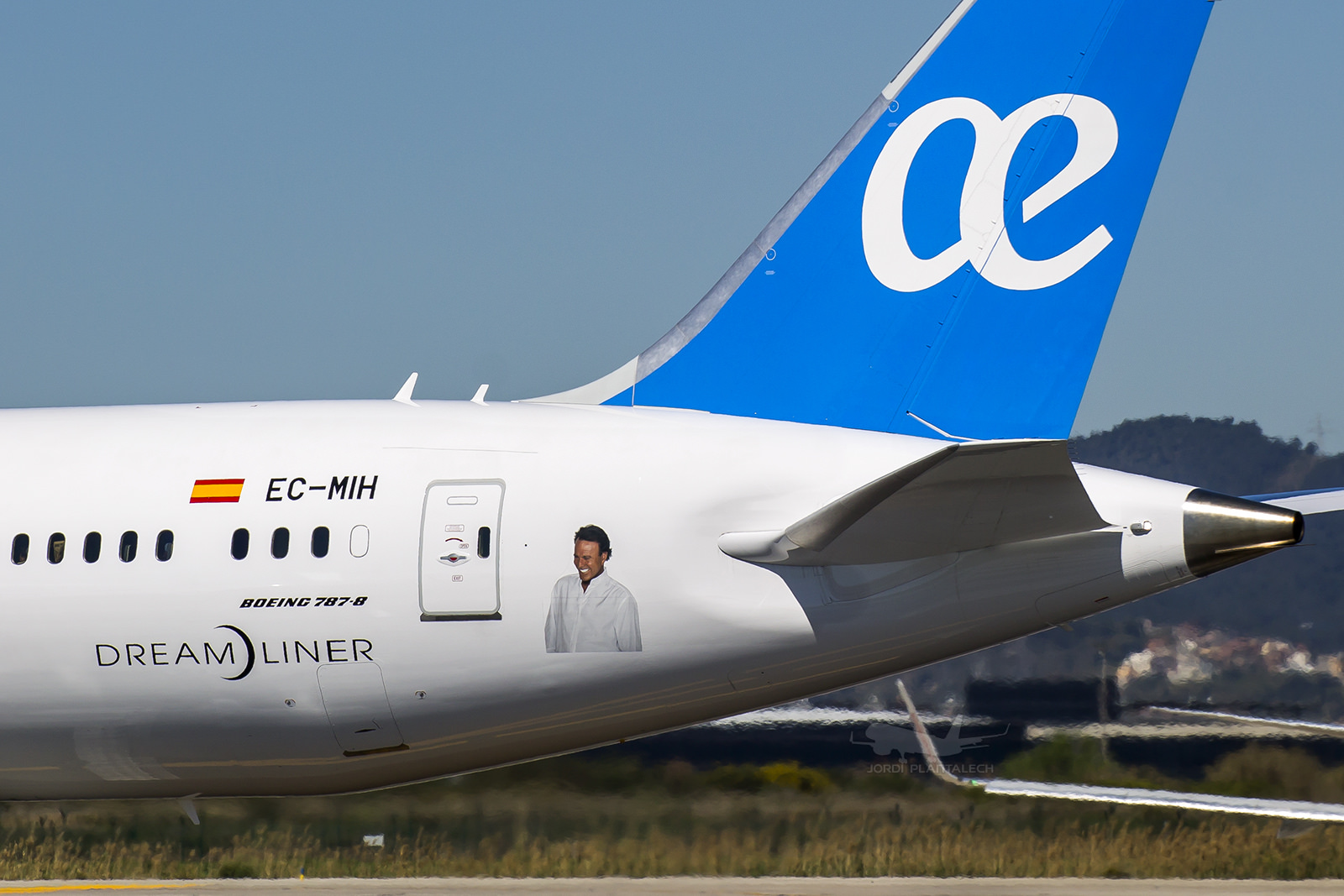
Boeing 787-8 de Air Europa bautizado con el nombre de «Julio Iglesias».

- En el Museo Grévin de París inaugura en su honor una estatua en cera y a tamaño natural (1982).
- Condecorado con la Medalla de París, por Jacques Chirac, alcalde de la ciudad (1983).
- Nombrado presidente honorífico de la Asociación Americana de Distrofia Muscular (1986).
- Nombrado Mariscal de las Fiestas del Mardi Gras en Nueva Orleans (1987).
- Nombrado Padre del Año por la asociación americana The Father's Day Council (1988).
- Nombrado Representante Especial para las Actuaciones Artísticas por UNICEF (1989).
- Recibe el título de Profesor Internacional Honorario de Música por la New World School of the Arts de Miami (1989).
- Recibe el título de Español Universal en Florida por la Cámara de Comercio Española en Estados Unidos (1992).
- Nombrado Embajador Cultural de Galicia para el Xacobeo 93 (1992).
- Honrado por el alcalde de Miami, Joe Carollo, quien proclamó el 8 de septiembre como Día de Julio Iglesias (1997).
- Recibe el título de Embajador de Valencia (1998).
- Honrado en Puerto Banus, Marbella, con la primera calle que lleva su nombre en España, Avenida Julio Iglesias (2002).
- Nombrado Bodeguero de Honor y embajador de la Ribera del Duero por su pasión por los vinos ribereños españoles (2002).
- Nombrado Embajador del Cocido de Lalín y recibió la insignia de oro de ese municipio gallego de manos de su alcalde (2002).
- Condecorado con la medalla de oro del Queen Sofía Spanish Institute de Nueva York, por la Reina Sofía de España (2005).
- Condecorado como Caballero de la Legión de Honor de Francia, por Nicolas Sarkozy, presidente de la República Francesa (2007).
- Hijo Adoptivo de la provincia de Málaga (2009).
- Medalla de Oro al mérito en las Bellas Artes (2009).
- Medalla de la Comunidad de Madrid (2012).
- Doctor honoris causa por el Berklee College of Music (2015).
- Hijo Predilecto de Madrid (2015).[39]

Estrellas de la fama
- En el paseo de la fama de Hollywood en Los Ángeles (1985)
- En Nagoya, Japón (1989)
- En el Little Havana's Stars of Fame de Miami (1990).
- En Scheveningen, Países Bajos (1991).
- En el Boulevar de Estrellas de Santo Domingo, República Dominicana (1998).
- En el Olympic Walk of Star de Múnich, Alemania (2003).
- En el Boulevard de la Fama de Puerto Banús.

En 2015, un estudio lo situó entre los diez artistas mundiales con mayor vocabulario, siendo el músico hispanoparlante que utiliza un mayor repertorio de palabras en sus canciones.
| Predecesor: Salomé con «Vivo cantando» | España en el Festival de Eurovisión 1970 | Sucesor: Karina con «En un mundo nuevo» |

## Discografía
- Yo canto (1969)
- Gwendolyne (1970)
- Por una mujer (1972)
- Soy (1973)
- Und Das Meer Singt Sein Lied (1973)
- A flor de piel (1974)
- Ich Schick Dir Eine Weiße Wolke (1974)
- A México (1975)
- El Amor (1975)
- Manuela
- América (1976)
- A mis 33 años (1977)
- Aimer La Vie (1978)
- Da Manuela a Pensami (1978)
- Emociones (1978)
- A Vous Les Femmes (1979)
- Hey! (1980)
- Sentimental (1980)
- De niña a mujer (1981)
- Momentos (1982)
- 1100 Bel Air Place (1984)
- Libra (1985)
- Un hombre solo (1987)
- Non Stop (1988)
- Raíces (1989)
- Starry Night (1990)
- Calor (1992)
- Crazy (1994)
- Ao meu Brasil (1994)
- La carretera (1995)
- Tango (1996)
- Noche de Cuatro Lunas (2000)
- Una Donna Può Cambiar La Vita (2001)
- Divorcio (2003)
- L'homme que je suis (2005)
- Romantic classics (2006)
- Quelque chose de France (2007)
- México (2015)
- México & Amigos (2017)
- Dois Corações (2017)

Colaboraciones en discos de otros cantantes
- Without a Song de Willie Nelson (1983), canción: As Time Goes By
- Voces unidas de varios artistas (1985), canción: Cantaré, cantarás.
- Suspiros de España de Manolo Escobar (1987), canción: Un canto a Galicia
- What a Wonderful World de Willie Nelson (1988), canción: Spanish Eyes
- Soñadores de España de Plácido Domingo (1989), canción: Soñadores de España
- Homenaje de Lola Flores (1990), canción: Somos dos caminantes
- Piel de hombre de José Luis Rodríguez «El Puma» (1992), canción: Torero
- La distancia de Simone Bittencourt de Oliveira (1993), canción: Brigas
- Duets de Frank Sinatra (1993), canción: Summer Wind
- Mar adentro de Donato y Estéfano (1995), canción: Naturaleza
- Voces unidas de varios artistas (1996), canción: Puedes llegar...
- Amigos de Paul Anka (1996), canción: A mi manera (My Way)
- Desde que tú te has ido de Cecilia (versión póstuma de 1996), canción: Un ramito de violetas
- Nana latina de Nana Mouskouri (1996), canción: Sé que volverás
- ...Y Amigos de Raúl Di Blasio (piano) (1998), canción: Uno.
- Y sigue siendo el rey de José Alfredo Jiménez (1999), canción: El rey
- Zezé Di Camargo & Luciano de Zezé Di Camargo & Luciano (2002), canción: Dois Amigos.
- Parenthèses de Françoise Hardy (2006), canción: Partir quand même.
- The Ultimate Collection de Nana Mouskouri (2007), canción: Return To Love.
- Una estrella en el cielo de Rocío Dúrcal (2010), canción: Cómo han pasado los años.
- Somos Jóvenes: 50 años de Dúo Dinámico (2011), canción: Soy un truhan, soy un señor.
- Rendez-Vous de Nana Mouskouri (2012), canción: Grande Grande Grande.
- Los Del Río Tropical de Los Del Río (2017), canción: Soy un truhan, soy un señor.
- Golden de Romeo Santos (2017), canción: El Amigo.
- Dios Los Cría de Andrés Calamaro (2021), canción: Bohemio.
- América Mía de Alfredo Taucher (2022),canción: Las Mujeres Latinas.

## Videografía
- Julio Iglesias en España (1989, 57 min) grabado en España (1988)
- Julio Iglesias en América (1990, 58 min)
- Julio Iglesias Tournée 88 (1989, 50 min)
- Starry Night (1991, 78 min)
- Julio Iglesias: Mis personajes favoritos (1992, 30 min)
- Julio Iglesias Rediscovered (2002, 50 min)
- Julio Iglesias in Jerusalem (2003, 50 min)

## Filmografía
- La vida sigue igual. Star Films Productions (España), 1969. Distribuida por FILMMAYER (91 min)
- Me olvidé de vivir (Todos los días, un día). Coral Films Productions (España), 1979. Distribuida por FILMMAYER (97 min)